# جانی دپ
جان کریستوفر دپ دوم (انگلیسی: John Christopher Depp II؛ زادهٔ ۹ ژوئن ۱۹۶۳) بازیگر، تهیه‌کننده و موسیقی‌دان آمریکایی است. او جوایز مختلفی از قبیل یک جایزهٔ گلدن گلوب برنده شده و همچنین نامزد دریافت سه جایزهٔ اسکار و دو جایزهٔ آکادمی فیلم بریتانیا بوده‌است. نام او در سال ۲۰۱۲ با دستمزد ۷۵ میلیون دلاری در رکوردهای جهانی گینس ثبت شد.
دپ در اوونزبروو، کنتاکی به دنیا آمد و فعالیت در سینما را با نقشی مکمل در فیلم کابوس در خیابان الم (۱۹۸۴) آغاز کرد. مدتی بعد برای بازی در مجموعهٔ تلویزیونی خیابان جامپ شماره ۲۱ (۱۹۸۷–۱۹۹۰) به شهرت رسید و به یکی از ایدول‌های نوجوان تبدیل شد. او در دههٔ ۱۹۹۰ بیشتر در فیلم‌های مستقل ایفای نقش می‌کرد و اغلب نقش شخصیت‌های عجیب و غریب را به تصویر می‌کشید. از جمله آثارش در این زمان چه چیزی گیلبرت گریپ را آزار می‌دهد (۱۹۹۳)، بنی و جون (۱۹۹۳)، مرد مرده (۱۹۹۵)، دانی براسکو (۱۹۹۷) و ترس و نفرت در لاس وگاس (۱۹۹۸) بودند. او همچنین با کارگردان تیم برتون شروع به همکاری کرد و در فیلم‌هایش، ادوارد دست‌قیچی (۱۹۹۰)، اد وود (۱۹۹۴) و اسلیپی هالو (۱۹۹۹) ایفای نقش کرد.
دپ با بازی در نقش کاپیتان جک اسپارو در مجموعهٔ فانتزی دزدان دریایی کارائیب (۲۰۰۳–۲۰۱۷) به یکی از موفق‌ترین بازیگران تجاری سینما تبدیل شد. او برای فیلم اول این مجموعه یعنی نفرین مروارید سیاه (۲۰۰۳) و همچنین برای به تصویر کشیدن جیمز بری در درام در جستجوی ناکجاآباد (۲۰۰۴) نامزد دریافت جایزهٔ اسکار بهترین بازیگر مرد شد. او در این زمان همکاری‌هایش را با برتون در چارلی و کارخانه شکلات‌سازی (۲۰۰۵)، عروس مرده (۲۰۰۵)، سوئینی تاد: آرایشگر شیطانی خیابان فلیت (۲۰۰۷) که برایش نامزد دریافت جایزهٔ اسکار شد، و آلیس در سرزمین عجایب (۲۰۱۰) ادامه داد که با موفقیت تجاری نیز همراه بودند. دپ در طول دههٔ ۲۰۱۰ از طریق شرکت خود اینفینیتم نیهیل چندین فیلم را تهیه‌کنندگی کرد و گروه راک هالیوود ومپایرز را تشکیل داد. فیلم توریست (۲۰۱۰) با حضور او در گیشه موفق بود و سپس گلرت گریندل‌والد را در فیلم‌ جادوگری جانوران شگفت‌انگیز: جنایات گریندل‌والد (۲۰۱۸) به تصویر کشید.
دپ از سال ۲۰۱۵ تا ۲۰۱۷ با امبر هرد ازدواج کرد. طلاق آنها توجه رسانه‌ها را به خود جلب کرد زیرا هرد ادعا کرده بود که دپ در طول رابطه از او سوءاستفاده کرده‌است. دپ در سال ۲۰۱۸ از ناشران روزنامه انگلیسی د سان به دلیل افترا برای مقاله‌ای که در مورد او نوشته بودند تحت قوانین انگلیس شکایت کرد و مدعی شد که هرد متجاوز اصلی در طول رابطه بوده‌است. دپ بعداً از هرد به دلیل افترا در ویرجینیا شکایت کرد، زیرا هرد در مقاله‌ای در واشینگتن پست خود را قربانی خشونت خانگی نامیده بود. محاکمه دپ در برابر هرد در آوریل ۲۰۲۲ آغاز شد و تحت پوشش رسانه‌ای گسترده‌ای قرار گرفت. این محاکمه ۶ هفته‌ای در ۱ ژوئن ۲۰۲۲ با رای هیئت منصفه در هر سه مورد مطرح‌شده به نفع دپ پایان یافت و مبلغ ۱۵ میلیون دلار خسارت به او اختصاص داده شد. دپ همچنین بین سال‌های ۱۹۹۸ تا ۲۰۱۲ با خواننده فرانسوی ونسا پارادی رابطه داشت. آنها دو فرزند از جمله بازیگر و مدل لی‌لی-رز دپ دارند.

## ابتدای زندگی
او در اوونزبروو، کنتاکی به دنیا آمد. پدرش جان کریستوفر دپ، مهندس شهرسازی و مادرش بتی سو پالمر یک خدمتکار بود. او یک برادر به نام دنیل دارد که رمان‌نویس است و دو خواهر نیز به نام‌های دبی و کریستی (که اکنون مدیر شخصی او است) دارد. خانواده او از مهاجران فرانسوی پروتستان بودند که در حدود سال ۱۷۰۰ در ویرجینیا ساکن شدند.
خانواده او در دوران کودکی‌اش اغلب نقل مکان می‌کردند به‌طوری‌که او و برادر و خواهرانش در بیش از ۲۰ مکان مختلف زندگی کرده‌اند و در نهایت در سال ۱۹۷۰ در فلوریدا ساکن شدند. در سال ۱۹۷۸ والدینش از هم جدا شدند مادرش سپس با رابرت پالمر (متوفی سال ۲۰۰۰) ازدواج کرد. او همیشه از رابرت پالمر به عنوان «الهام بخش من» یاد می‌کند.
او در کودکی‌اش به خاطر استرس ناشی از رو به رو شدن با مشکلات خانوادگی دست به خودآزاری می‌زد و هفت یا هشت اثر زخم به جا مانده از آن زمان دارد. در مصاحبه‌ای که سال ۱۹۹۳ داشت، عنوان کرد: «بدن من نوعی مجله‌است. مانند کاری که سربازها می‌کنند. هر خالکوبی معنی خاصی دارد. چه می‌خواهد توسط خودت با چاقو صورت گرفته باشد یا توسط یک هنرمند این رشته.»

## موسیقی
وقتی ۱۲ سالش بود مادرش به او یک گیتار هدیه داد و او شروع به نواختن در گاراژ راکهای مختلف کرد. یک سال پس از جدایی والدینش، دبیرستان را رها کرد تا نوازنده موسیقی راک شود. دو هفته بعد سعی کرد به مدرسه بازگردد اما مدیر به او گفت که به دنبال رویایش برود و موسیقی‌دان شود. او با گروه «بچه» ها شروع به نواختن کرد. این گروه موفقیت محلی نسبتاً کمی را تجربه کرد. اعضای گروه بچه‌ها برای دستیابی به قراردادی برای ضبط موسیقی، راهی لس آنجلس شدند و نام گروه را به "روش شش تیر" تغییر دادند ولی پیش از ضبط آهنگ، این گروه متلاشی شد. او بلافاصله به گروه راک سیتی انجلز پیوست و در نوشتن آهنگ مری همکاری کرد. که در اولین اجرای این گروه برای شرکت نشر گفن رکوردز با نام اندوه مرد جوان ثبت شد.

## ازدواج نخست و ورود به بازیگری
در ۲۴ دسامبر ۱۹۸۳ با لوری آن آلیسون خواهر خواننده و نوازنده باس گروه ازدواج کرد. در دوران تأهل، همسرش به چهره‌پردازی می‌پرداخت. در حالی که او به انواع شغل‌های عجیب و غریب اشتغال داشت، از جمله این شغل‌ها می‌توان به بازاریابی از راه دور برای فروش خودکار اشاره کرد. همسرش او را به نیکلاس کیج معرفی کرد و کیج به او پیشنهاد کرد تا وارد عرصه بازیگری شود. او و همسرش در سال ۱۹۸۵ از هم طلاق گرفتند.
نخستین نقش اصلی جانی دپ در فیلم ترسناک و کلاسیک کابوس در خیابان الم در سال ۱۹۸۴ بود. او نقش دوست قهرمان فیلم، نانسی تامپسون (با بازی هدر لنگن‌کمپ) و یکی از قربانیان فردی کروگر را بازی کرد. او اولین گزینه کارگردان برای ایفای نقش یک اسکیت‌باز آمریکایی در فیلم درام تراشین محصول سال ۱۹۸۶ بود، اما بعداً توسط تهیه‌کننده فیلم کنار گذاشته شد. همچنین در این سال در نقش دوم فیلم جوخه به کارگردانی الیور استون ظاهر شد.

## ازدواج دوم و تلویزیون

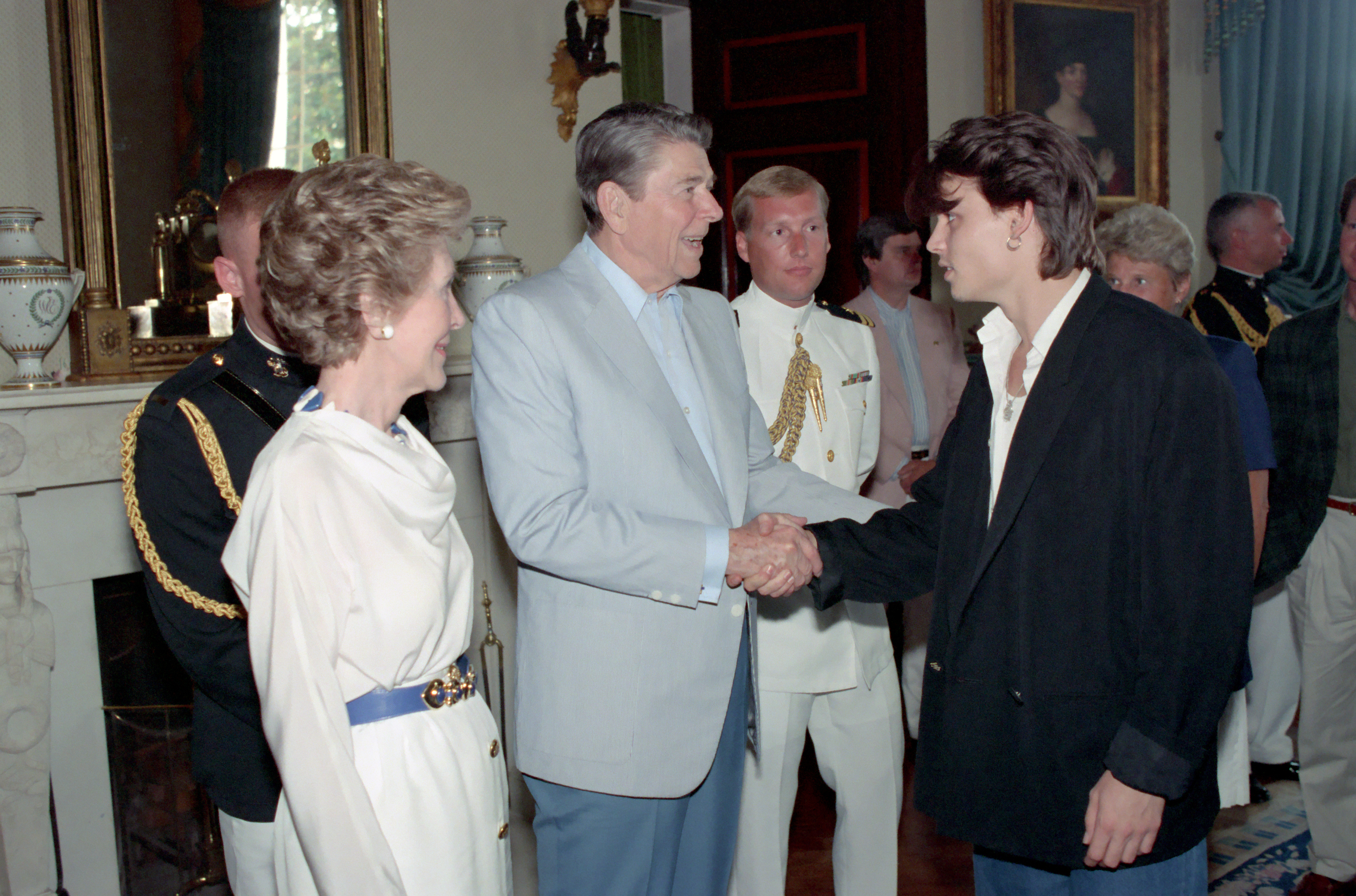
جانی دپ و رونالد ریگان رئیس جمهور ایالات متحده برای حمایت بنیاد جامعه واشنگتن بزرگ در سال ۱۹۸۸

سپس سر صحنه فیلم کوتاه احمق‌ها با شریلین فن آشنا و نامزد شد. جانی دپ و شرلین فن برای فیلم تراشین در سال ۱۹۸۶ تست دادند و هر دو پذیرفته شدند. کارگردان فیلم جانی دپ را به عنوان ستاره اصلی برگزید. این نقش دومین نقش اصلی او محسوب می‌شد. اما بعداً تهیه‌کننده فیلم با انتخاب کارگردان مخالفت و او را رد کرد.

آغاز موفقیت‌های او به نقش اصلی مجموعه تلویزیونی خیابان جامپ شماره ۲۱ را برای شبکه رسانه‌ای فاکس در سال ۱۹۸۷ بازی کرد. او به این علت بازی در این فیلم را پذیرفت تا بتواند با فردریک فورست که الهام‌بخش او بوده‌است هم‌بازی شود. نقش مکمل او، سل جنکو دوست قدیمی‌اش بود که در نقش خدمتکاری به نام بلوفیش بازی کرد. او در این مجموعه به یک بازیگر نوجوان محبوب تبدیل شد. موفقیت این سریال، او را به یک بازیگر محبوب نوجوان در اواخر دهه ۱۹۸۰ تبدیل کرد. اما با این وجود مدتی بعد احساس کرد که مجبور به بازی در این نقش شده‌است. پس از آن تصمیم گرفت فقط در فیلم‌هایی بازی کند که احساس می‌کند مناسب او هستند.

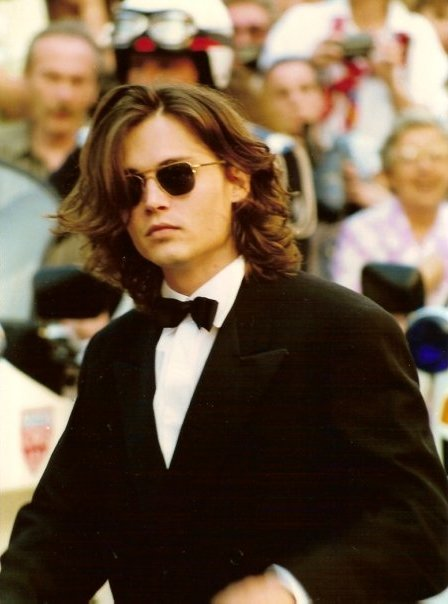
جانی دپ در نوزدهمین جشنواره فیلم کن سال ۱۹۹۲

## سینما
پس از آن در سال ۱۹۹۰ در فیلم ادوارد دست‌قیچی به کارگردانی تیم برتون بازی کرد که موفقیت فیلم به ارتباط طولانی مدت آن دو انجامید و آینده حرفه‌ای جانی دپ را تحت تأثیر قرار داد. بعد با فیلم‌هایی مانند اسلیپی هالو، چارلی و کارخانه شکلات‌سازی، سری دزدان دریایی کارائیب، سوئینی تاد: آرایشگر شیطانی خیابان فلیت، آلیس در سرزمین عجایب، رنگو و سایه‌های سیاه به موفقیت‌های بزرگی در گیشه دست یافته‌است. جانی دپ برای به تصویر درآوردن شخصیت‌هایی مانند ادوارد دی وود در اد وود، جوزف دی. پیستن در دنی براسکو، هانتر اس. تامپسون در ترس و نفرت در لاس‌وگاس، جورج جانگ در کوکائین و جان دیلینجر در دشمنان مردم تحسین شده‌است. 

### همکاری با هانتر اس. تامپسون
در سال ۱۹۹۸ جانی دپ، که طرفدار و دوست قدیمی نویسنده‌ای به نام هانتر اس. تامپسون بود، در فیلم ترس و نفرت در لاس‌وگاس که بر اساس رمانی به همین نام از تامپسون ساخته شد، بازی کرد. در سال ۲۰۰۸ راوی فیلم مستند گونزو:زندگی و کار دکتر هانتر اس تامپسون بود. او بیشتر هزینه‌های مراسم یادبود تامپسون را پرداخت. او این مراسم را با آتش‌بازی و شلیک خاکستر تامپسون با توپ در اسپن، کلرادو، جایی که دوستش زندگی می‌کرد، کامل کرد. کار بعدی جانی دپ از آثار تامپسون فیلم خاطرات عجیب و غریب بود که در سال ۲۰۱۱ اکران شد که از یکی از رمان‌های تامپسون اقتباس شده بود.

### دزدان دریایی کارائیب

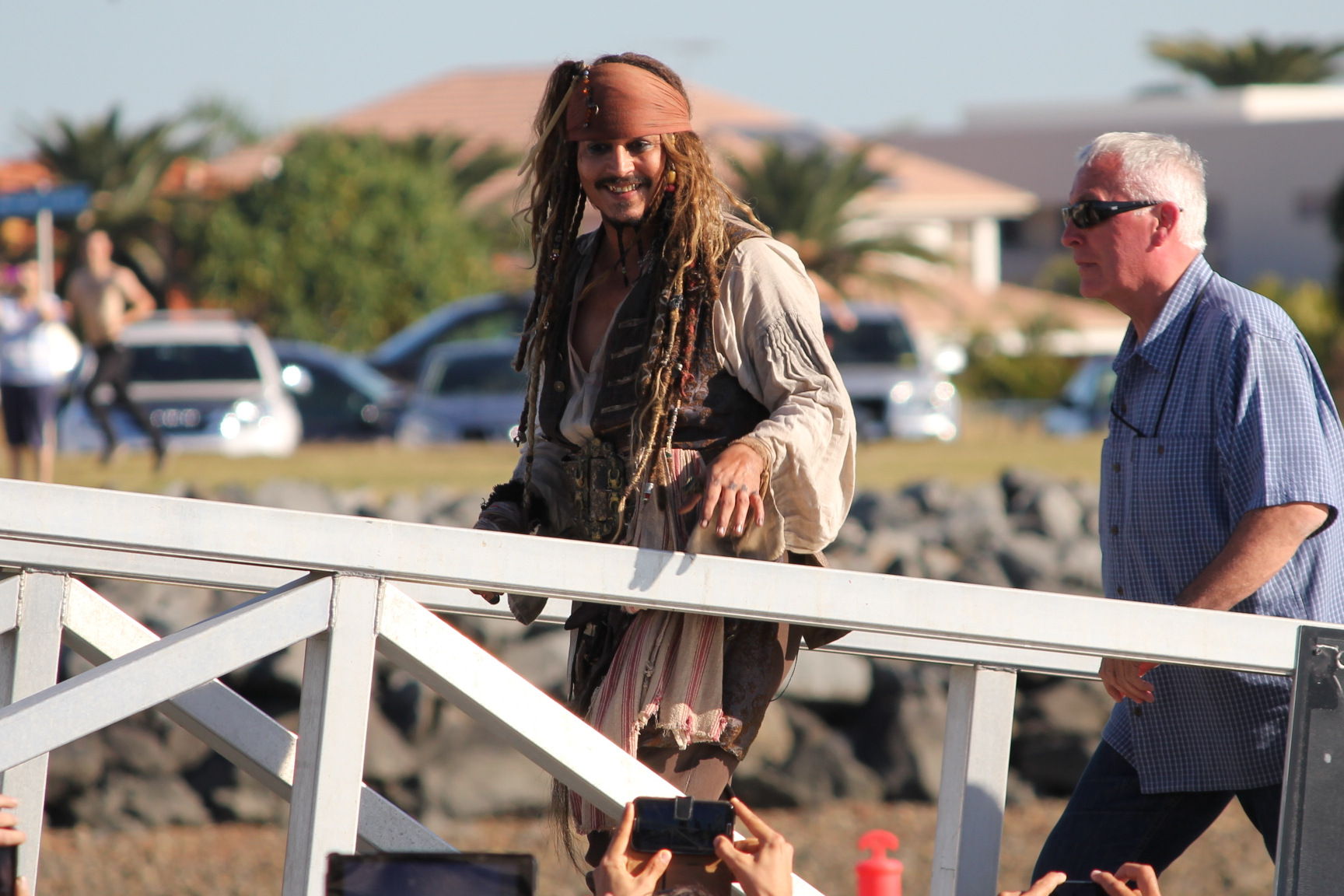
جانی دپ با لباس کامل پس از یک روز فیلمبرداری برای فیلم دزدان دریایی کارائیب: مردگان حکایت نمی‌کنند به کوئینزلند، استرالیا بازگشت.

فیلم ۲۰۰۳ شرکت والت دیزنی، دزدان دریایی کارائیب: نفرین مروارید سیاه یک موفقیت بزرگ برای او بود. او، نقش کاپیتان جک اسپرو، دزد دریایی جذاب و مؤدب با شیوه راه رفتنی خاص را ایفا کرد که بسیار مورد ستایش قرار گرفته‌است. مدیران شرکت والت دیزنی در ابتدا دربارهٔ موفقیت این نقش تردید داشتند اما با اکران عمومی فیلم، این شخصیت در بین مردم محبوبیت زیادی پیدا کرد. طبق نظرسنجی شرکت فندنگو (شرکت فروش بلیت سینما) نقش کاپیتان جک اسپرو بیشترین جذابیت را برای مخاطبان داشته‌است. کارگردان فیلم گور وربینسکی گفته‌است که این شخصیت، بسیار شبیه به شخصیت خود جانی دپ است اما دپ عنوان کرد که این شخصیت را از کیت ریچاردز، گیتاریست گروه رولینگ استونز الگو برداری کرده‌است.
جانی دپ به نقش کاپیتان جک اسپرو در دزدان دریایی کارائیب: صندوقچه مرد مرده برگشت که در ۷ ژوئیه ۲۰۰۶ اکران شد و ۱۳۵٫۵ میلیون دلار در سه روز اول اکران در آمریکا فروش کرد و رکورد فروش گیشه را در بالاترین فروش آخر هفته شکست. دزدان دریایی کارائیب: پایان جهان هم در ۲۴ مه ۲۰۰۷ اکران شد. دپ گفته‌است: «کاپیتان اسپرو بخش بزرگی از من است» و او دوست دارد که این نقش را در سری‌های بعد هم بازی کند. همچنین او صداپیشه کاپیتان اسپرو در بازی کامپیوتری دزدان دریایی کارائیب: افسانه جک اسپرو بوده‌است.
استعداد چشمگیر شمشیربازی جانی دپ که برای نقش کاپیتان اسپرو پیشرفت کرد، در فیلم مستند بازپس گرفتن شمشیر برجسته شد. در این فیلم، استاد شمشیرزنی باب اندرسون تجربیاتش را به او در طراحی حرکات شمشیرزنی برای فیلم دزدان دریایی کارائیب: نفرین مروارید سیاه می‌آموخت.

### همکاری با تیم برتون

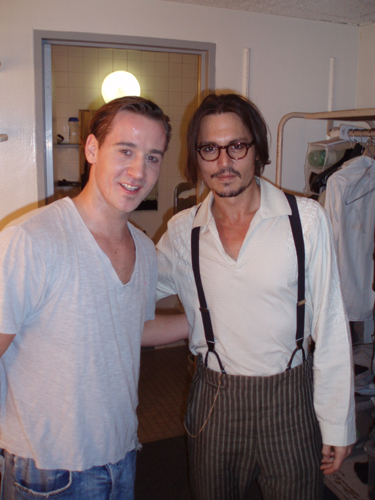
جانی دپ پس از ایفای نقش ادوارد دست‌قیچی

جانی دپ با تیم برتون دوستی بسیار نزدیکی دارد و پدرخواندگی فرزندان او را به عهده گرفته‌است.
او در مورد تیم برتون در مقدمه کتاب برتون به روایت برتون گفته‌است:
| « | دربارهٔ او دیگر چه می‌توانم بگویم؟ او برادر، دوست و پدر فرزندخوانده‌ام است. او بی‌نظیر و شجاع است. او کسی است که به خاطرش تا آخر دنیا می‌روم و به خوبی می‌دانم که او هم برای من همین کار را خواهد کرد. | » |

او با تیم برتون کارگردان سینما و دوست صمیمی‌اش، تاکنون در ۸ فیلم همکاری کرده‌است. اولین فیلم، ادوارد دست قیچی ساخته سال ۱۹۹۰ است که در آن نقش ادوارد، اختراع جدید مخترعی عجیب و غریب را بازی کرده‌است. ادوارد در ظاهر انسان است اما به دلیل مرگ ناگهانی سازنده‌اش به جای دستانش قیچی دارد. در این فیلم وینونا رایدر و وینسنت پرایس نقش‌های مقابل او را ایفا کرده‌اند. در چندین نقد، ادوارد دست قیچی یکی از بهترین فیلم‌های برتون معرفی شده‌است.

او دربارهٔ نقش ادوارد گفته‌است:
| « | من عاشق ادوارد دست قیچی بودم چون هیچ چیز بدبینانه، خسته‌کننده و ناپاکی در مورد او وجود نداشت. به یاد دارم وقتی برای آخرین بار برای نقش ادوارد گریم می‌شدم، به خودم در آینه نگاه کردم و با خودم فکر کردم که من دارم با ادوارد خداحافظی می‌کنم و از این فکر ناراحت شدم. اما در واقع فکر می‌کنم همهٔ نقش‌هایم هنوز یک جوری وجود دارند. | » |

همکاری بعدی آن‌ها فیلم اد وود (۱۹۹۴) بود که جانی دپ نقش اد وود، فیلم‌سازی که بعضی وقت‌ها از او به عنوان «بدترین کارگردان تاریخ» نام می‌برند را بازی کرده‌است. دپ دربارهٔ این فیلم بعداً گفت: «فقط با شنیدن ۱۰ دقیقه دربارهٔ پروژه، آن را قبول کردم.» آن زمان او از فیلم و فیلم‌سازی ناامید بود. این نقش برای او شانس داشتن زمانی لذت‌بخش را فراهم کرد. او در این باره گفته‌است: «کار با کالسکه کروکی عشق من به بازیگری را دوباره جوان کرد.»
تهیه‌کننده، اسکات رودین، زمانی عنوان کرد: «در واقع جانی دپ در تمام فیلم‌هایش تیم برتون را بازی می‌کند.»
همکاری بعدی جانی دپ با تیم برتون فیلم اسلیپی هالو (۱۹۹۹) بود. این فیلم داستانی ماورائی دارد و هنرنمایی دیگری از جانی دپ در نقش ایکابد کرین، کارآگاهی علاقه‌مند به تحقیقات جرم‌شناسی است. نقش مقابل او را کریستینا ریچی ایفا کرده‌است. اسلیپی هالو نشان دهنده مبارزه تیم برتون با سیستم هالیوود بود. جانی دپ برای این نقش از آنجلا لنسبوری، رادی مک‌داول و بازیل رتبون الهام گرفته‌بود. او گفته‌است: «من همیشه «ایکابد» را شخصیتی حساس و شکننده که شاید کمی بیش از حد در تماس با شخصیت زنانه درونی خود است، مثل دختربچه‌ای که ترسیده، تصور می‌کردم»

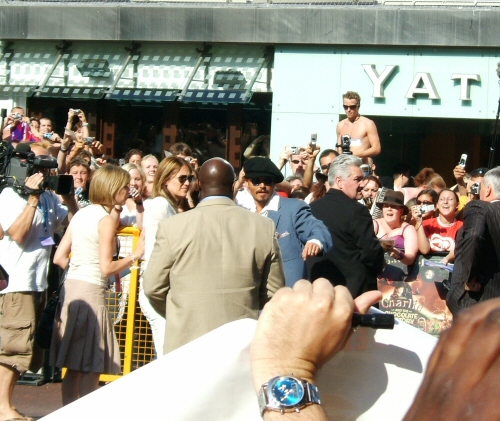
جانی دپ پس از ایفای نقش ویلی وانکا در فیلم چارلی و کارخانه شکلات‌سازی سال ۲۰۰۵

همکاری بعدی او با تیم برتون در سال ۲۰۰۵ در فیلم چارلی و کارخانه شکلات‌سازی در نقش ویلی وانکا ظاهر شد. او مدل موی این شخصیت را از آنا وینتور الگو برداری کرد. فیلم فروش موفقیت‌آمیزی داشت و با نقدهای مثبتی روبرو شد. جین وایلدر که نقش ویلی وانکا را در نسخه پیشین فیلم، محصول ۱۹۷۱، به تصویر کشیده‌بود، نسخه جدید فیلم را مورد انتقادی تند قرار داد.
پویانمایی رایانه‌ای عروس مرده پنجمین همکاری او با تیم برتون بود که جانی دپ در آن صداپیشه شخصیت ویکتور ون دورت بوده‌است. این انیمیشن سپتامبر ۲۰۰۵ به دنبال فیلم چارلی و کارخانه شکلات‌سازی که ماه ژوئیه اکران شده بود، روی پرده سینما رفت. در سال ۲۰۰۰ ابتدا تیم برتون یک اجرای ضبط شده موسیقی فیلم سوئینی تاد را که مربوط به سال ۱۹۷۹ می‌شد به او داد. اگرچه جانی دپ به ژانر موزیکال علاقه نداشت اما کم‌کم نسبت به داستان فیلم علاقه‌مند شد. او گفته‌است که برای این نقش از پیتر لوره در فیلم عشق دیوانه (فیلم، ۱۹۳۵) الهام گرفته‌است. دپ آوازهای این شخصیت را در زمان فیلم‌برداری دزدان دریایی کارائیب: پایان جهان تمرین می‌کرد. با اینکه او در گروه‌های موسیقی فعالیت کرده بود اما در ابتدا مطمئن نبود که بتواند آوازهای استفن ساندهیم را اجرا کند. او نسخه‌های نمایشی را ضبط و با بروس ویتکین تمرین می‌کرد تا بتواند آوازهایش را بدون یک مربی آواز حرفه‌ای به درستی شکل دهد.

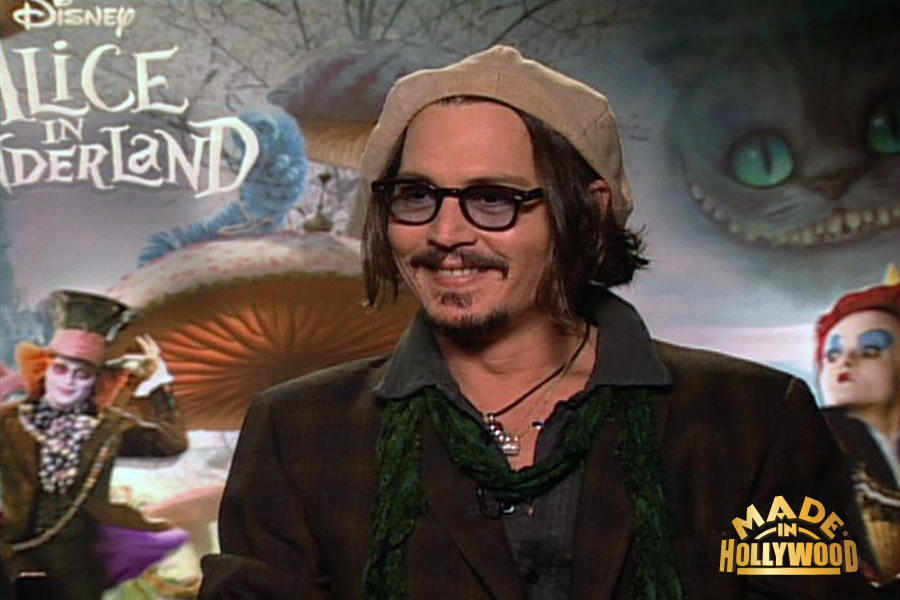
جانی دپ درحال مصاحبه پیرامون نقش خود در فیلم آلیس در سرزمین عجایب سال ۲۰۱۰

او به خاطر نقش‌آفرینی هنرمندانه در فیلم موزیکال و ترسناک سوئینی تاد: آرایشگر شیطانی خیابان فلیت (۲۰۰۷) برنده دومین جایزه بزرگ خود یعنی جایزه گلدن گلوب بهترین بازیگر مرد فیلم موزیکال یا کمدی و برای سومین بار نامزد جایزه اسکار بهترین بازیگر نقش اول مرد شد. او در مراسم اهدای جوایز از انجمن مطبوعات خارجی هالیوود تشکر کرد و از تیم برتون برای اعتماد زیاد و پشتیبانی‌اش تقدیر کرد. او همچنین برای این فیلم برنده جایزه بهترین نقش منفی از جایزه سینمایی ام‌تی‌وی در سال ۲۰۰۸ و برنده جایزه آکادمی هنرهای فیلم و تلویزیون بریتانیا (بفتا) شد.
کریس نشاویتی در نقدش در مجله انترتینمنت ویکلی به این فیلم نمره A منفی داده‌است و بیان کرد: «بالا و پایینی صدای دپ هنگام آواز خواندن باعث تحیر می‌شود و با خودت فکر می‌کنی که او دیگر چه مهارت‌هایی دارد که نشان نداده‌است. دیدن دپ در نقش آرایشگری که با تیغ کار می‌کند تو را یاد ۱۸ سال پیش می‌اندازد که ادوارد دست قیچی به سرعت درختان را به شکل‌های مختلف درمی‌آورد و اگر تیم برتون و جانی دپ با هم آشنا نمی‌شدند ما همه این زیبایی‌های عجیب را از دست می‌دادیم»همکاری بعدی جانی دپ با تیم برتون فیلم آلیس در سرزمین عجایب بود که در نقش کلاهدوز دیوانه بازی درخشانی را ارائه کرده‌است. در این فیلم هلنا بونهام کارتر، ان هتوی و آلن ریکمن با او هم‌بازی بوده‌اند. او دربارهٔ این نقش گفته‌است: «کلاهدوز دیوانه شخصیت جذابی است. او دیوانه و غیرقابل پیش‌بینی است. بازی در نقش کلاهدوز دیوانه و جان بخشیدن به تخیل تیم مثل رؤیایی بود که به واقعیت پیوست.»جدیدترین همکاری او با تیم برتون، فیلم کمدی-ترسناک سایه‌های سیاه است که غروب ۱۰ مه ۲۰۱۲ اکران شد. جانی دپ در این فیلم علاوه بر تهیه‌کنندگی، نقش اول فیلم یعنی خون‌آشامی ۲۰۰ ساله به نام بارناباس کالینز را نیز ایفا کرده‌است. دیگر بازیگران این فیلم هلنا بونهام کارتر، اوا گرین و میشل فایفر هستند.

### دیگر فیلم‌ها

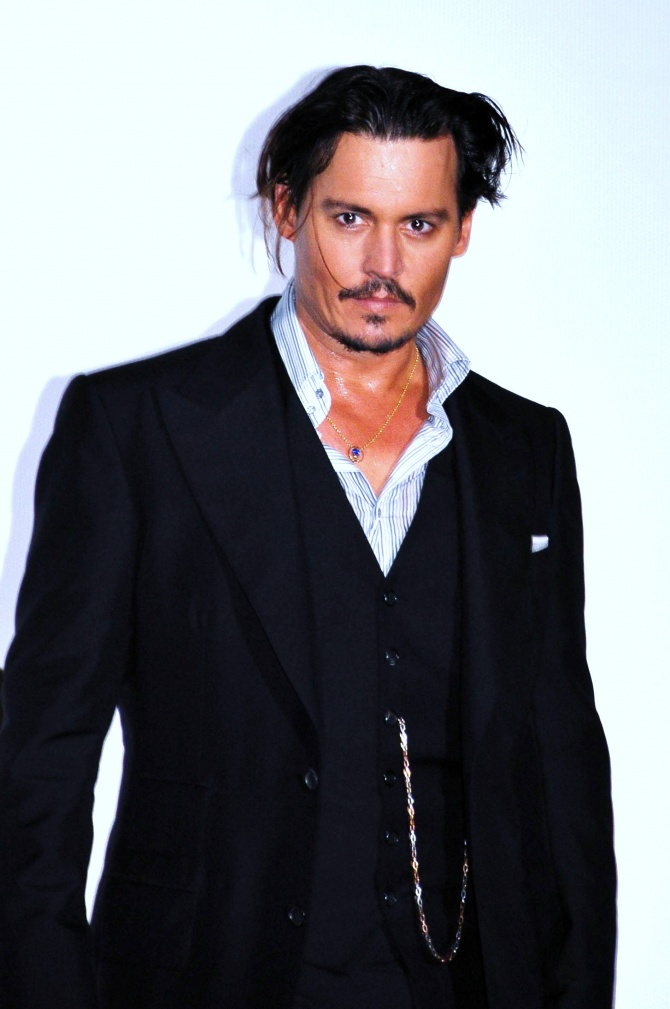
جانی دپ در افتتاحیه نمایش دشمنان ملت در پاریس (۲۰۰۹)

او در سال ۲۰۰۴ نامزد جایزه اسکار بهترین بازیگر نقش اول مرد برای ایفای نقش جیمز بری، نویسنده اسکاتلندی در فیلم در جستجوی سرزمین رؤیایی شد. پس از آن، در نقش ویلی وانکا در فیلم چارلی و کارخانه شکلات‌سازی، محصول سال ۲۰۰۵، ظاهر شد که موفقیت زیادی در گیشه کسب کرد و او به خاطر ایفای این نقش نامزد جایزه گلدن گلوب بهترین بازیگر مرد فیلم موزیکال یا کمدی شد.
در سال ۲۰۰۹ در فیلم دشمنان ملت به کارگردانی مایکل مان شخصیت جان دیلینجر، دزد بانک آمریکایی دهه ۱۹۳۰ میلادی را به تصویر کشیده‌است و دراین فیلم با کریستین بیل همبازی شد. او همان سال به همراه جود لا و کالین فارل در قسمت‌های باقی‌مانده از نقش هیث لجر در فیلم دکتر پارناسوس، مردی که به شیطان رو دست زد که به دلیل مرگ ناگهانی‌اش ناتمام مانده بود، بازی کرد. هر سه بازیگر دستمزدشان را به ماتیلدا، دختر هیث لجر دادند.
در سال ۲۰۱۰ در نقش فرانک توپلو/الکساندر پیرس در فیلم توریست به کارگردانی فلوریان هنکل فون دونرسمارک و در نقش کلاهدوز دیوانه در فیلم آلیس در سرزمین عجایب به کارگردانی تیم برتون بازی بسیار درخشانی ارائه کرده‌است.

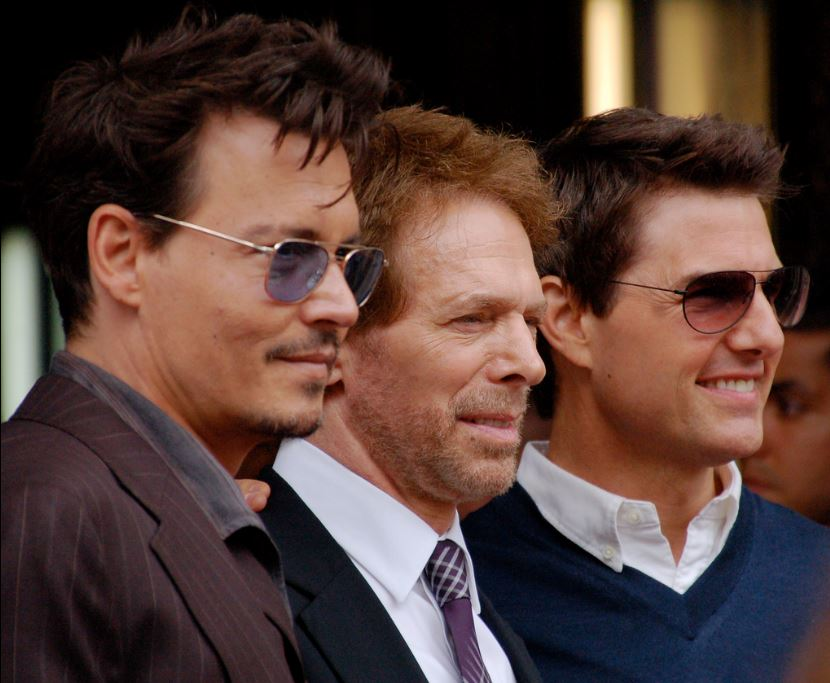
جانی دپ، جری بروکهایمر و تام کروز در سال ۲۰۱۳

سال ۲۰۱۱ دپ علاوه بر بازی در نقش پل کمپ در فیلم خاطرات عجیب و غریب و فیلم جک و جیل، به نقش کاپیتان جک اسپرو در فیلم دزدان دریایی کارائیب: سوار بر امواج ناشناخته برگشت. این فیلم در اولین هفته اکران در سطح جهانی ۳۴۶٫۴ میلیون دلار در گیشه فروش کرد و رکورد زد. او همچنین صداپیشه نقش رنگو در فیلم رنگو به کارگردانی گور وربینسکی بوده‌است. فیلم رنگو برنده جایزه اسکار بهترین فیلم پویانمایی آکادمی اسکار در سال ۲۰۱۲ شد و گور وربینسکی در مراسم اسکار از جانی دپ تشکر کرد.
سال ۲۰۱۲ نقش تام هنسن را در خیابان جامپ شماره ۲۱ ایفا کرد.
سال ۲۰۱۳ در فیلم وسترن، اکشن و ماجراجویی رنجر تنها به کارگردانی گور وربینسکی در نقش سرخپوستی به نام تانتو ظاهر شد.

### دیدگاه منتقدان
منتقدان نقش‌های جانی دپ را «شخصیت‌های دوست‌دار تنهایی» توصیف کرده‌اند. دپ این دوره از حرفه‌اش را پر از «شکست‌های تعریف شده از طرف استودیوها» و «فیلم‌هایی که برای گیشه مثل سم بودند» ذکر کرده‌است. اما او فکر می‌کند که استودیوها هرگز فیلم‌ها را درک نکردند و بازاریابی خوبی نداشتند. جانی دپ نقش‌هایی را که جالب دانسته انتخاب کرده‌است نه نقش‌هایی که فکر می‌کرده پرفروش خواهند بود.

## جوایز و موفقیت‌ها

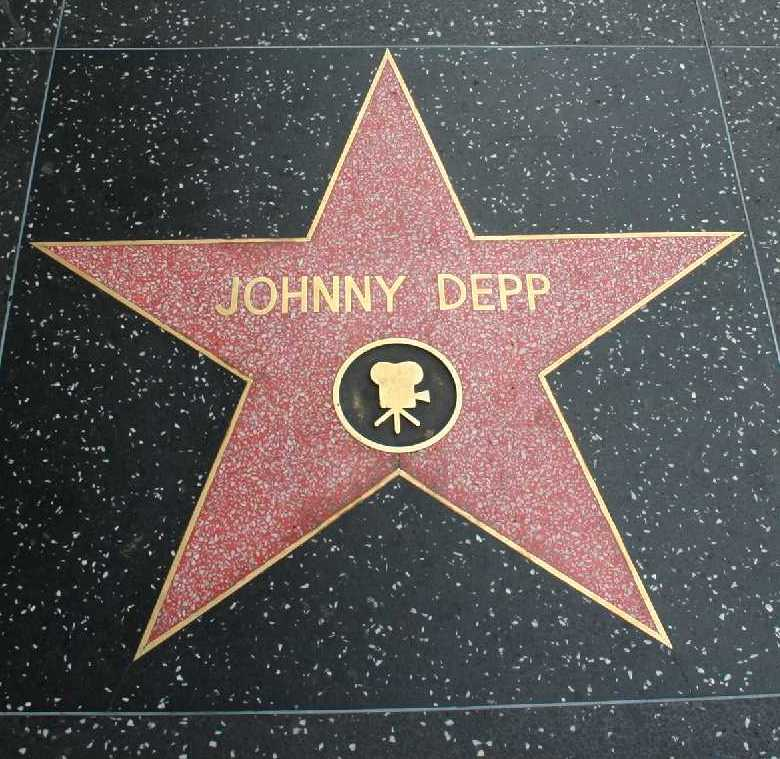
پیاده‌روی مشاهیر هالیوود، ستاره جانی دپ (۱۹ نوامبر ۱۹۹۹)

فیلم‌های جانی دپ بیش از ۳٫۱ میلیارد دلار آمریکا در آمریکا و بیش از ۷٫۶ میلیارد دلار در جهان فروش داشته‌است.
او بارها نامزد دریافت بهترین جایزه‌ها از جمله جایزه گلدن گلوب و جایزه اسکار شده‌است و جایزه گلدن گلوب بهترین بازیگر مرد فیلم موزیکال یا کمدی را برای سوئینی تاد: آرایشگر شیطانی خیابان فلیت و جایزه انجمن بازیگران فیلم برای بهترین بازیگر مرد را برای دزدان دریایی کارائیب: نفرین مروارید سیاه برنده شده‌است. مجله پیپل تاکنون دو بار در سال‌های ۲۰۰۳ و ۲۰۰۹ او را به عنوان جذاب‌ترین مرد معرفی کرده‌است. نام جانی دپ در کتاب رکوردهای جهانی گینس به عنوان گران‌ترین بازیگر با دستمزد ۷۵ میلیون دلار ثبت شده‌است. در سال ۱۹۹۵ مجله امپایر جانی دپ را به عنوان یکی از ۱۰۰ ستاره تاریخ سینما انتخاب کرد و مقام ۶۷ را در بین ۱۰۰ ستاره همیشگی سینما به او داد. در سال ۲۰۰۱ یکی از ۲۰ چهره دنیای سرگرمی شناخته شد. و در سال ۲۰۱۲ وبسایت IMDB جانی دپ را به عنوان بهترین بازیگر سینمای جهان در ۱۰ سال گذشته معرفی کرد.

## شرکت فیلم‌سازی

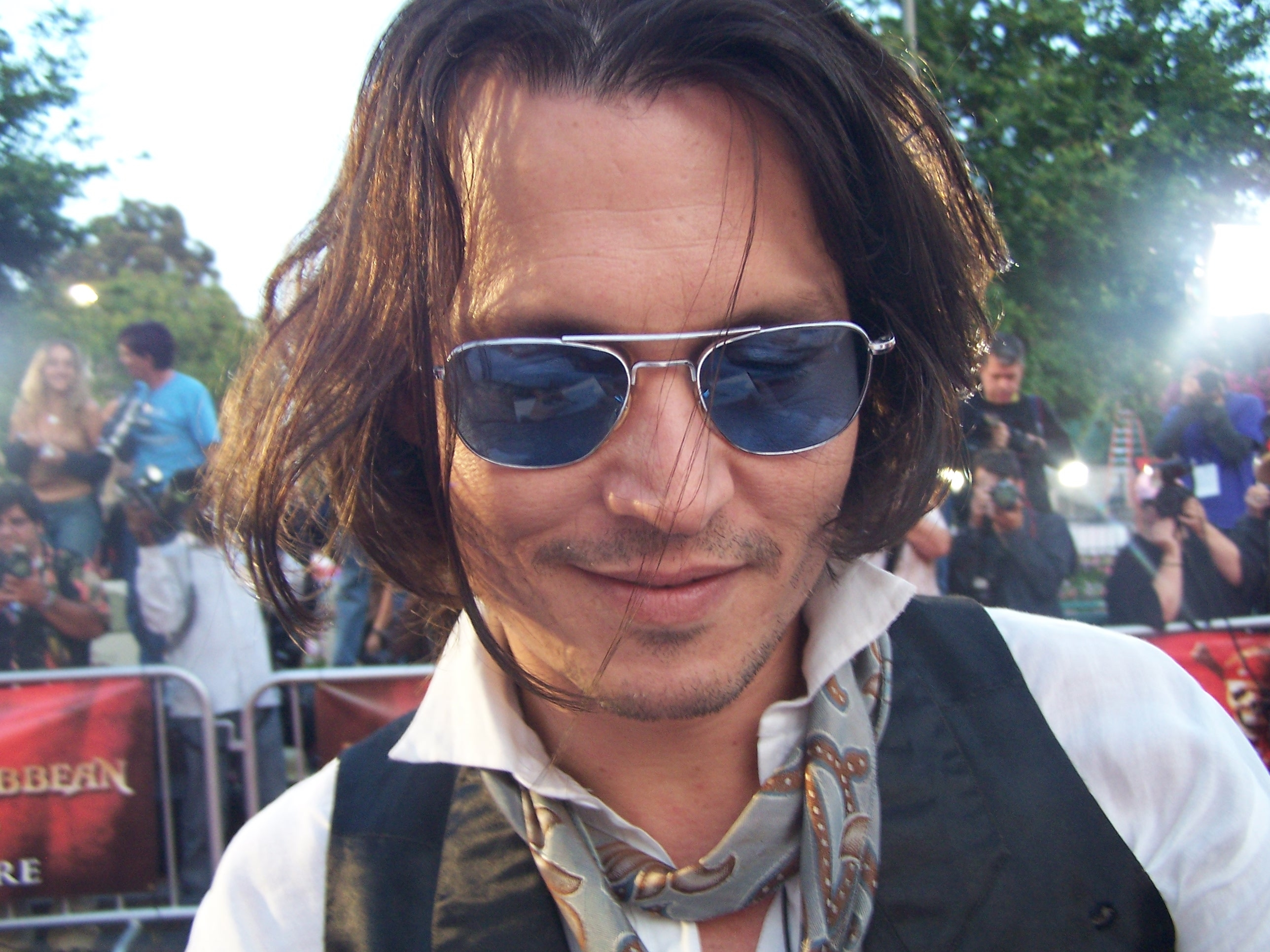
جانی دپ در افتتاحیه نمایش دزدان دریایی کارائیب: پایان جهان (۱۹ مه ۲۰۰۷)

در سال ۲۰۰۴ جانی دپ شرکت فیلم‌سازی اینفینیتم نیهیل را برای پروژه‌هایی که خودش بازیگر و/یا تهیه‌کننده آنهاست تأسیس کرد. نام این شرکت، لاتین و به معنای «هیچِ بی‌نهایت» است. جانی دپ مدیر عامل اجرایی شرکت است و خواهرش کریستی امور اجرایی شرکت را به عهده دارد.
اولین محصول این شرکت فیلم خاطرات عجیب و غریب بود که در سال ۲۰۱۱ تولید شد و از رمانی با همین نام نوشته هانتر اس. تامپسون اقتباس شده بود. نویسنده و کارگردان این فیلم بروس رابینسون است. دپ دربارهٔ این فیلم گفته‌است: «خاطرات عجیب و غریب عمل کردن به قولی بود که به هانتر داده بودم. من این رمان را قبل از اینکه چاپ شود پیدا کردم. هانتر آن را در آرشیوش در زیرزمین گذاشته بود. از نثر زیبای آن متعجب شدم. نمی‌توانستم باور کنم که در سن ۲۲ سالگی آن را نوشته‌است. با هم تصمیم گرفتیم که آن را به فیلم تبدیل کنیم. از اول این یک کار مشترک بود. حالا به قولم عمل کردم.»
فیلم بعدی این شرکت هیوگو به کارگردانی مارتین اسکورسیزی در سال ۲۰۱۱ ساخته‌شد. این فیلم برنده ۵ جایزه آکادمی اسکار در بخش‌های: بهترین جلوه‌های ویژه، بهترین تدوین فیلم، بهترین صداگذاری، بهترین فیلم‌برداری و بهترین کارگردان هنری در سال ۲۰۱۲ شد.
محصول بعدی این شرکت فیلم سایه‌های سیاه به کارگردانی تیم برتون است که ۱۰ مه ۲۰۱۲ اکران شد.

## علاقه‌مندی‌های دیگر

### موسیقی

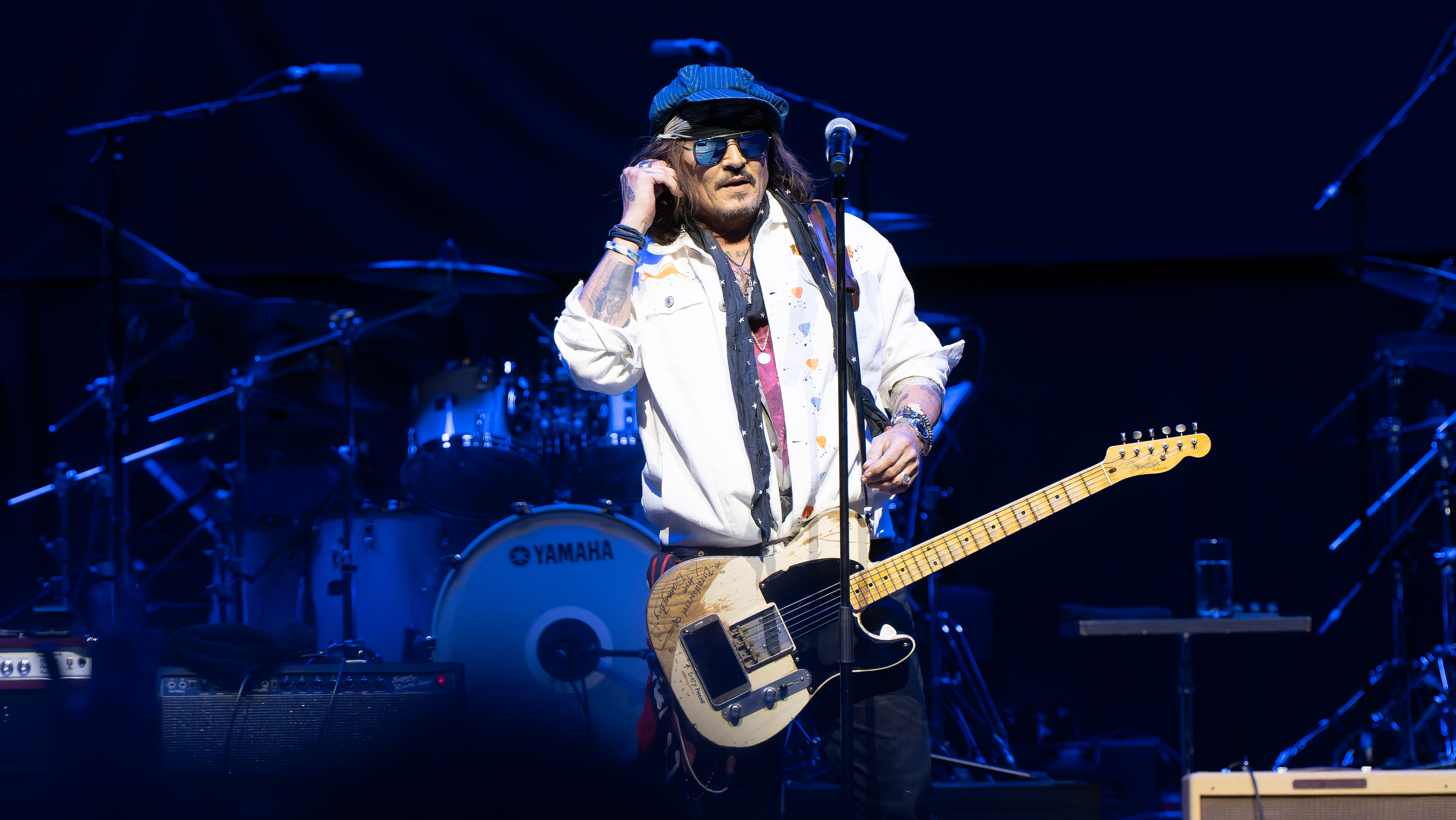
جانی دپ درحال اجرا در کنسرت

یکی از علاقه‌مندی‌های جانی دپ، موسیقی است. او از سن ۱۲ سالگی نواختن گیتار را شروع کرد. سپس به عنوان یک گیتاریست، از گیتار اسلاید برای نواختن آهنگ حل شدن یا(fade in-out) در آلبوم الان اینجا باش (۱۹۹۷) برای گروه اوئیسیز و همچنین ترانه «ناپدید» که بی ساید آهنگ نَرو (Don't Go Away) بود، استفاده کرد. او همچنین نوازنده گیتار آکوستیک در فیلم شکلات و آهنگ فیلم روزی روزگاری در مکزیک بوده‌است. او دوست شان مک گوان (Shawn McGuan) خواننده گروه پوگس بود و در اولین آلبوم تک‌خوانی مک گوان با او همکاری کرد. او همچنین عضو گروه پی بود.
او دربارهٔ تأثیر موسیقی عنوان کرده‌است: «هیچ چیزی مثل موسیقی نیست. هیچ چیزی مثل موسیقی چنین تأثیر عمیقی روی انسان نمی‌گذارد. موسیقی می‌تواند احساساتی را در ما به وجود آورد که قبلاً از وجودشان بی‌خبر بودیم. این جادوی موسیقی روی صحنه، فیلم یا هرجای دیگر است. من عاشق موسیقی هستم. وقتی که کلمات نمی‌توانند احساسات ما را تحت تأثیر قرار دهند، موسیقی خیلی خوب این کار را انجام می‌دهد.»او در نماهنگ وسیع پهناور (۱۹۹۱) اثر تام پتی بازی کرده‌است. همچنین در کلیپ آلیس اثر آوریل لوین (۲۰۱۰) در نقش کلاهدوز دیوانه هنرنمایی کوتاهی داشت.جانی دپ به همراه ونسا پارادی به پرورش انگور و تولید شراب در باغ انگور در شمال سن-تروپه در جنوب شرق فرانسه می‌پرداخته‌است. او به شراب‌های فرانسوی از جمله شراب بوردو علاقه بسیار دارد و طی مصاحبه‌ای که با نشریه فیگارو داشت، عنوان کرد: «با این شراب‌ها انسان به نیروانا دست می‌یابد». او همچنین به همراه شان پن، جان مالکوویچ و مایک هاکنل صاحب رستوران-بار فرانسوی من ری در شانزلیزه بود.

## زندگی شخصی
جانی دپ سال ۱۹۸۳ با لوری آن آلیسون ازدواج کرد. اما آن‌ها سال ۱۹۸۵ از هم جدا شدند. او بعد از آن ۴ رابطه ناموفق دیگر داشت: در سال ۱۹۸۵ با شریلین فن آشنا شد و رابطه آن‌ها ۳ سال طول کشید. بعد با وینونا رایدر در نمایش توپ‌های بزرگ آتشین در ژوئیه ۱۹۸۹ آشنا شد و از ژوئیه ۱۹۹۰ به مدت ۳ سال با هم نامزد بودند. از سال ۱۹۹۴ به مدت ۴ سال با کیت ماس، سوپر مدل انگلیسی نامزد بود. او سال ۱۹۹۸ در زمان فیلم‌برداری دروازه نهم با ونسا پارادی بازیگر و خواننده فرانسوی ملاقات کرد اما بعد از ۱۴ سال زندگی مشترک و با داشتن دو فرزند، در سال ۲۰۱۲ از همدیگر جدا شدند.
جانی دپ از ونسا پارادی دو فرزند، دختری به نام لی‌لی رز ملودی دپ زاده ۲۷ مه ۱۹۹۹ و پسری به نام جان کریستوفر جک دپ سوم زاده ۹ آوریل ۲۰۰۲ دارد. لی‌لی رز که به بیماری سختی مبتلا شده بود در سال ۲۰۰۷ بهبود یافت. بیماری او نوعی عفونت باکتری اشریشیا کلی بود که نزدیک بود منجر به از کار افتادن کلیه‌های او شود و باعث شد که مدتی طولانی در بیمارستان بستری شود. جانی دپ برای تشکر از بیمارستان بزرگ خیابان اورموند، در نوامبر ۲۰۰۷ لباس کاپیتان جک اسپرو را پوشید و ۴ ساعت برای بچه‌های بیمار کتاب داستان خواند و سال ۲۰۰۸ حدود ۲ میلیون دلار به بیمارستان کمک کرد.
او دربارهٔ پدر بودن گفته‌است: «پدر بودن پایه و اساس محکمی در زندگی، کار و همه چیز است. نمی‌توانی عشق عمیقی را که نسبت به بچه‌ها به وجود می‌آید تصور کنی. پدر شدن من یک تصمیم آگاهانه نبود، بخشی از مسیر شگفت‌انگیزی بود که در آن قرار داشتم. قسمت و سرنوشت بود.»

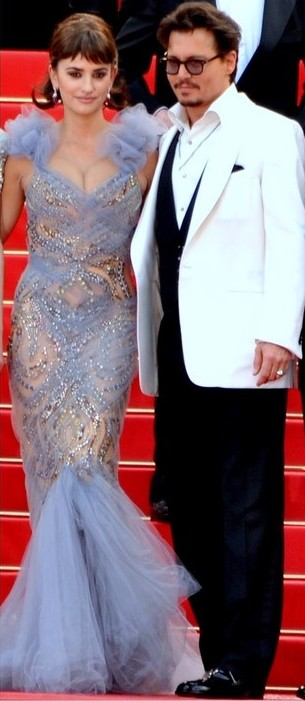
جانی دپ و پنه‌لوپه کروز بازیگر اسپانیایی

خانواده دپ قبل از جدایی دپ و پارادی در خانه‌ای درشهر مودون در حاشیه پاریس، دو خانه در لس آنجلس، جزیره‌ای در باهاما (جزیره‌ای که دپ آن را خریده‌است) و ویلایی در شهر کوچکی در ۲۰ کیلومتری سن-تروپه در جنوب فرانسه زندگی می‌کردند.
او در سال ۲۰۱۱ از فرانسه به آمریکا بازگشت چون فرانسه از او خواسته بود که ساکن دائمی آن کشور شود و در این صورت او مجبور می‌شد به هر دو کشور (آمریکا و فرانسه) مالیات پرداخت کند.
جانی دپ به خاطر لباس‌های جین پاره‌ای که می‌پوشد معروف است. سال ۲۰۱۰ مجله جی کیو او را به عنوان یکی از ۲۵ مرد خوش‌لباس معرفی کرد.جانی دپ همچنین گمان می‌کند که یک سرخ‌پوست است و در سال ۲۰۱۱ عنوان کرد: «فکر می‌کنم کمی در درونم سرخ‌پوست هستم. مادر مادربزرگم کمی سرخ‌پوست بود و در چروکی، آیووا بزرگ شد. اهل کنتاکی بودنم نیز با این قضیه جور در می‌آید. آنجا پر از چروکی و سرخ‌پوست است.»
شرکت «منجمت گروپ» که مدیریت امور مالی او را برعهده داشته اعلام کرده که او ماهانه، مبلغ دو میلیون دلار هزینه می‌کند. این شرکت گفته که با آنکه بارها در خصوص وضعیت مالی به او هشدار داده، اما او نمی‌پذیرفت که به اندازه توانایی خود خرج کند. جانی دپ در سال‌های گذشته حدود ۷۵ میلیون دلار برای خرید، بازسازی و مبلمان ۱۴ خانه و همچنین ۳ میلیون دلار برای پخش کردن خاکستر جنازه هانتر اس. تامپسون، نویسنده آمریکایی هزینه کرده‌است.
این شرکت ریز هزینه‌های او را به این صورت اعلام کرده‌است:
- خرید قایق تفریحی ۴۵ متری: ۱۸ میلیون دلار
- راه‌اندازی کمپانی ضبط و توزیع موسیقی (که شکست خورد): ۴ میلیون دلار
- هزینه مراسم پخش خاکستر هانتر تامپسون: ۳ میلیون دلار
- حقوق ۴۰ کارمند: ۳۰۰ هزار دلار (ماهانه)
- هزینه نگهداری هواپیمای شخصی: ۲۰۰ هزار دلار (ماهانه)
- نگهبانی ۲۴ ساعته: ۱۵۰ هزار دلار (ماهانه)
- خرید شراب: ۳۰ هزار دلار (ماهانه)
- ۱۲ انبار: برای نگهداری اشیا و وسایل صحنه فیلم
- خرید و نگهداری ۲۰۰ اثر هنری: میلیون‌ها دلار
- خرید و نگهداری ۷۰ گیتار کمیاب: میلیون‌ها دلار

جانی دپ حدود ۲۰ خالکوبی دارد که بیشتر آن‌ها نشان دهنده اشخاص و اتفاق‌های مهم زندگی‌اش هستند: روی بازوی راستش نیم‌رخ یک بومی آمریکایی و یک روبان که رویش قبلاً اسم وینونا رایدر نوشته شده بود (Winona forever) و بعد از جدایی شان دو حرف آن را پاک کرد (Wino forever)، لی‌لی رز (اسم دخترش) بالای قلبش، بتی سو (اسم مادرش) و یک مثلث برعکس روی بازوی چپش، سه قلب در قسمت داخلی بازوی چپش (قلب‌ها به ترتیب برای ونسا، لی‌لی رز و جک هستند) و یک پرنده در حال پرواز بر روی آب با کلمه جک (اسم پسرش) روی ساعد راستش (پرنده به سویش پرواز می‌کند نه اینکه از او دور شود).

### طلاق از امبر هرد و دادگاه

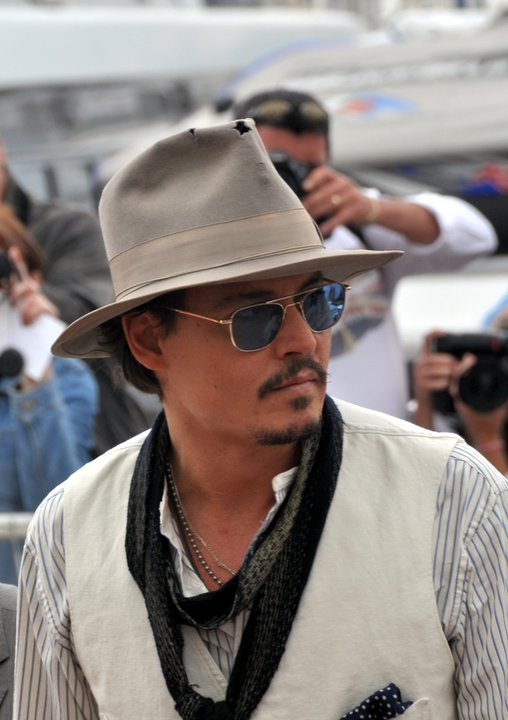
جانی دپ در جشنواره کن ۲۰۱۱

دپ در سال ۲۰۱۲ در فیلم خاطرات عجیب و غریب با بازیگر و مدل آمریکایی امبر هرد آشنا شد و آن‌ها در ۴ فوریه ۲۰۱۵ در لس آنجلس با هم ازدواج کردند. طلاق او و امبر هرد، در ژانویه ۲۰۱۷ نهایی شد و دپ موافقت کرد که ۷ میلیون دلار به امبر هرد بپردازد و نگهداری از دو سگ این زوج به امبر هرد سپرده شود. هرد اعلام کرده که این پول را به دو سازمان خیریه اهدا می‌کند. طلاق آنها توجه رسانه‌ها را به خود جلب کرد زیرا هرد ادعا کرده بود که دپ در طول رابطه از او سوءاستفاده کرده‌است. دپ در سال ۲۰۱۸ از ناشران روزنامه انگلیسی د سان به دلیل افترا برای مقاله‌ای که در مورد او نوشته بودند تحت قوانین انگلیس شکایت کرد و مدعی شد که هرد متجاوز اصلی در طول رابطه بوده‌است. دپ بعداً از هرد به دلیل افترا در ویرجینیا شکایت کرد، زیرا هرد در مقاله‌ای در واشینگتن پست خود را قربانی خشونت خانگی نامیده بود. محاکمه دپ در برابر هرد در آوریل ۲۰۲۲ آغاز شد و تحت پوشش رسانه‌ای گسترده‌ای قرار گرفت. این محاکمه ۶ هفته‌ای در ۱ ژوئن ۲۰۲۲ با رای هیئت منصفه در هر سه مورد مطرح‌شده به نفع دپ پایان یافت و مبلغ ۱۵ میلیون دلار خسارت به او اختصاص داده شد. دپ همچنین بین سال‌های ۱۹۹۸ تا ۲۰۱۲ با خواننده فرانسوی ونسا پارادی رابطه داشت. آنها دو فرزند از جمله بازیگر و مدل لی‌لی-رز دپ دارند.
جانی دپ در ۲۰۱۷ به دلیل خشونت خانگی متهم شده بود که منجر به کشیده شدن دعوا به دادگاه عالی لندن در ژوئیه ۲۰۲۰ شد. دپ از روزنامه سان به دلیل افترا و اتهامات دروغین که در آن دپ متهم به انجام ۱۴ مورد آزار و اذیت واقع شده بود شکایت کرد. او گفت اظهارات امبر هرد ساختگی بودند. هرد در طول دادگاه ۲۰۲۰ دربارهٔ ازدواج و زندگی شخصی جزئیات افراطی‌ای را بیان کرد. هرد اظهار داشت: «هر بار که می‌خواستم لباسی بپوشم که مرا جذاب نشان می‌داد، او مرا به عنوان «فاحشه» و به دنبال شهرت خطاب می‌کرد و به مرور زمان بدتر می‌شد.» جانی دپ، دربارهٔ اظهارات امبرد هرد گفت: «او مرا کتک، مشت و لگد می‌زد و وسایل مختلفی را به من پرت می‌کرد، مانند بطری‌های سنگین، قوطی‌های نوشابه، شمع‌های روشن، کنترل تلویزیون و قوطی‌های رنگ که بسیار به من آسیب می‌زد». در اکتبر ۲۰۲۰، یک قاضی گفت که اظهارات مجله سان درست بودند اما دپ همچنان آن‌ها را تکذیب می‌کرد و بارها درخواست تجدید حکم داشته‌است. علی‌رغم شهادت او در لندن، یواس ویکلی اظهار دارد که امبر هرد دنبال ساخت یک نمای روشن از خودش است.

## اظهار نظر بحث‌برانگیز دربارهٔ آمریکا
در سال ۲۰۰۳ اظهار نظر جانی دپ دربارهٔ آمریکا در مجله آلمانی اشترن چاپ شد: «آمریکا مثل یک توله سگ لال است که دندان‌های بزرگی دارد و می‌تواند گاز بگیرد و آسیب بزند» اما دپ بعدها گفت که مجله اشتباه نقل قول کرده‌است و این نقل قول از متن برداشته شده و اشترن داستان را به میل خودش نوشته‌است همان‌طور که سایت سی‌ان‌ان این گفته را از او نقل قول کرد که او از بچه‌هایش خواسته تا به آمریکا به چشم یک اسباب بازی شکسته نگاه کنند، آن را بررسی کنند، احساسش کنند و بعد رهایش کنند. در هفته‌نامه نیوزویک چاپ ۱۷ ژوئیه ۲۰۰۶ دوباره نقل قول توله سگ لال در متن نامه‌ای به مجله چاپ شد.
او همچنین با گزارش رسانه‌ها که گفته‌اند «دپ ناشناس زندگی کردن در فرانسه و زندگی ساده‌اش در آنجا را دوست دارد» مخالف است.
او در واکنش به انتشار این سخنان گفته‌است: «منظور من از توله سگ، مقایسه آمریکا با اروپا بود چون آمریکا در مقایسه با کشورهای دیگر جوان است. آمریکا حدود ۲۰۰ ساله‌است. خجالت‌آور است که استعاره‌ای که من استفاده کردم از روی سیاستی افراطی از متن برداشته شده‌است. من آمریکایی هستم. عاشق کشورم هستم و آرزوهای بزرگی برایش دارم. به همین دلیل است که درباره‌اش صریح صحبت می‌کنم و گاهی نقدش می‌کنم. من از آزادی که در کشورم وجود دارد خیلی بهره برده‌ام و تا ابد از آن سپاس‌گزار خواهم بود. من از همه افرادی که از این سخنانی که احمقانه تحریف شده ناراحت شدند، عذرخواهی می‌کنم.»